# Protoscutella
Protoscutella is een geslacht van uitgestorven zee-egels, en het typegeslacht van de familie Protoscutellidae. Vertegenwoordigers van dit geslacht zijn slechts als fossiel bekend.

## Soorten
- Protoscutella palmeri Osborn, Mooi & Ciampaglio, 2013 †
- Protoscutella pentagonium Cooke, 1942 †